# Герб Плевли
Герб Плевли является официальным символом муниципалитета и города Плевля.

## Описание
Герб города представляет собой синий щит с белым контуром. Поверх белого находиться красный контур. В нижней части герба расположены три белые полосы, которые представляют три реки проходящие через город. Также на гербе изображены:
- башня с часами в центре Плевли
- мэрия
- мост через реку Тара, соединяющий муниципалитет Плевля остальной частью Черногории.

Цвета герба панславянские.